# Migraine
Migraine (van Latijn hemicrania van Grieks ἡμικρανία, hemikrania: 'halve schedel') is een neurovasculaire aandoening waarbij aanvallen ontstaan door neurale prikkelingen, die na een plotse tijdelijke vernauwing, een verwijding van de bloedvaten tot gevolg hebben. Deze migraineaanvallen leiden tot een divers spectrum aan migrainesymptomen. Het bekendste symptoom dat voorkomt bij 85% migrainepatiënten is een typische kloppende hoofdpijn. De gemiddelde prevalentie van migraine in westerse landen ligt op 11%. Opvallend is dat migraine bij de bevolking van Nederland en België aanmerkelijk meer voorkomt dan in alle andere Europese landen. Zo bedraagt de lifetimeprevalentie van migraine in België 20,2%. 6,5% van de Nederlandse bevolking heeft meer dan 3 keer per maand last van migraine.

## Symptomen, ziekteverloop en types
Onderzoek met hersenscanners heeft aangetoond dat tijdens een migraineaanval de hersenstam geactiveerd wordt en er een uitbarsting van activiteit in de bloedstroom naar de hersenschors plaatsvindt.
Het verloop van migraine-aanvallen wordt opgedeeld in 4 verschillende chronologische fases met elk verschillende mogelijke symptomen.
1. De prodromale fase (een aanloopfase die kan voorkomen gedurende uren of dagen voor een aura- of migrainefase en zich geleidelijk opbouwt)
2. De aurafase (aura epileptica, initiatiefase die vaak enkele tientallen minuten tot een uur duurt)
3. De migraine- of pijnfase (duurt meestal tussen de 4 en 72 uur)
4. De postdromale fase (een eind- of herstelfase die kan voorkomen gedurende uren en dagen en geleidelijk wegebt).

Het verloop kan individueel sterk verschillend zijn. Op basis van welke fases en met welke symptomen de migraineaanvallen zich manifesteren wordt er onderscheid gemaakt tussen (minstens) zeven types van migraine:
1. Migraine zonder aura – komt voor bij 2/3 van patiënten (gekenmerkt door migraineaanvallen maar zonder een merkbare aurafase)
2. Migraine met aura (gekenmerkt door zowel een migrainefase als een merkbare aurafase)
3. Acefalgische migraine (gekenmerkt door een uitgesproken aurafase, maar zonder hoofdpijnsymptomen tijdens de migraine fase)
4. Basilaire migraine (met aurafase en gekenmerkt door dubbelzijdig krachtverlies, gevoels- en soms bewustzijnsstoornissen)
5. Hemiplegische migraine (gekenmerkt door uitgesproken tijdelijke verlammingsverschijnselen van één kant van het lichaam)
6. Ophthalmoplegische migraine (gekenmerkt door bewegingsverlammingen van oogbol, pupillen en/of ooglid)
7. Vestibulaire migraine (gekenmerkt door uitgesproken evenwichtsstoornissen en coördinatieverlies)

### Symptomen tijdens de prodroomfase
Symptomen die kunnen voorkomen tijdens de prodroomfase zijn:
- Vermoeidheid
- Verminderd denk- en concentratievermogen
- Gemoedsveranderingen, geïrriteerdheid, depressie of net euforie
- Spierstijfheid (vooral in de nek)
- Gevoeligheid voor geuren of geluiden
- Gastro-intestinale symptomen en ongewone honger naar specifieke voedingsstoffen

### Symptomen tijdens de aurafase

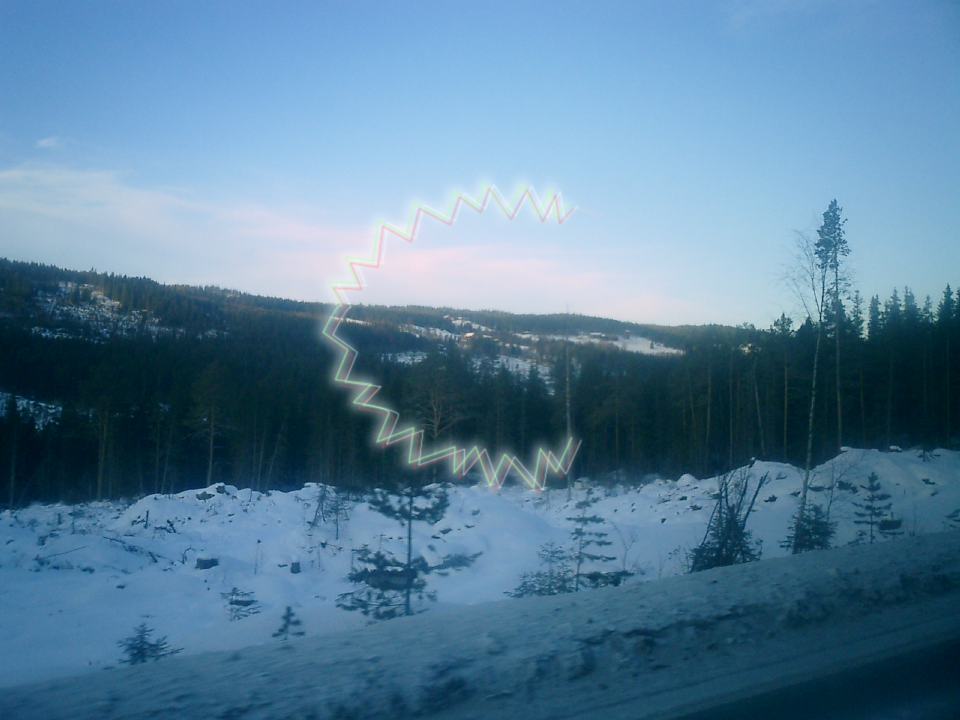
Flikkerscotoom in het gezichtsveld

Corticale spreidings-depressie (CSD) in gyrencefale hersenen. Snelheid 50x. Santos E. et al. Neuro-visualisatie 2014

Symptomen die kunnen voorkomen en kenmerkend zijn tijdens de aurafase (aura epileptica) zijn:
- Visuele stoornissen (bij 99% van patiënten die een aurafase ondervinden)
  - Flikkerscotomen (opvallende flikkerende patronen en vlekken in het gezichtsveld)
  - Hemianopsie (verlies van een gedeelte van het gezichtsveld)
  - Troebel en wazig zicht
  - Zichtfocusverlies (niet meer kunnen lezen en schrijven)
  - Dubbelzicht
- Andere zintuiglijke stoornissen (reuk- of hoorstoornissen; bij bijna 50% van de patiënten die een aurafase ondervinden)
- Gevoelsstoornissen (bijvoorbeeld tintelingen, bij 30–40% van de patiënten die een aurafase ondervinden)
- Motorische stoornissen (bijv. spasmen, krachtverlies en spierzwakte, spierstijfheid, verlammingen; zeer uitgesproken bij basilaire en hemiplegische migraine)
- Duizeligheid, draaierigheid en/of evenwichtsverlies (zeer uitgesproken bij vestibulaire migraine)
- Licht- en prikkelschuwheid
- Droge mond, verkrampt gevoel van de speekselklieren
- Verwarring en concentratieverlies
- Gevoel van overhitting en gloeiend hoofd, transpiratie
- Angstigheid en lichaamsdissociatie
- Spraakstoornissen, spraakverlies (afasie) of vertraagde spraak
- Bewustzijnsverlies (enkel bij basilaire en hemiplegische migraine)

Deze visuele gewaarwordingen kunnen zich door het gezichtsveld verplaatsen en nemen vaak de vorm aan van trillende golvende of gekartelde zigzaglijnen of vlekken, soms met verkleuringen op de randen. De aurafase kan zich soms meer dan een keer voordoen en wordt in de hersenen vaak geassocieerd met corticale spreidingsdepressie (CSD).

### Symptomen tijdens de migraine- of pijnfase
Symptomen die kunnen voorkomen en kenmerkend zijn tijdens de migraine- of pijnfase zijn:
- Concentratieverlies
- Vermoeidheid en geïrriteerdheid
- Kloppende hoofdpijn (bij 85% van patiënten, niet bij bijvoorbeeld acefalgische migraine), vaak aan één zijkant van het hoofd (bij 59% van patiënten) of achter de ogen, verergerd door beweging en licht
- Lichtschuwheid (fotofobie bij 80% van patiënten), gevoeligheid voor geluid (fonofobie bij 76% van patiënten) en algemene prikkelschuwheid
- Misselijkheid (bij 73% van patiënten) en braken (bij 29% van patiënten)
- Waziger zicht en verminderde zichtfocus (bij 44% van patiënten)
- Nekpijn en/of stijfheid
- Droge mond, verkrampte gevoel van de speekselklieren
- Motorische stoornissen (Spasmen, krachtverlies en spierzwakte, spierstijfheid, spraakstoornissen, verlammingen; zeer uitgesproken bij basilaire en hemiplegische migraine)

### Symptomen tijdens de postdromale fase
Symptomen die kunnen voorkomen en kenmerkend zijn voor de postdromale fase:
- Verminderd denk- en concentratievermogen
- Vermoeidheid en het gevoel van een kater
- Gemoedsveranderingen, geïrriteerdheid, depressie of net euphoria
- Spierzwakte en stijfheid (vooral in ledematen en de nek)
- Gevoeligheid aan geuren of geluiden
- Gastro-intestinale symptomen

Vaak komen in een familie verscheidene migrainepatiënten voor, hetgeen wijst op een erfelijke factor. Onderzoek na een aanval brengt doorgaans geen fysieke oorzaak aan het licht. Bij herhaalde aanvallen is medisch advies raadzaam, al was het alleen al omdat er geneesmiddelen bestaan die preventief werken of een aanval bekorten.

## Beleving
Doordat er verschillende vormen van migraine en vele verschillende symptomen met een grote variatie van ernst bestaan, beleven patiënten migraineaanvallen verschillend. Prikkelgevoeligheid en een verminderd denkvermogen zijn wel symptomen die wel bij vrijwel alle patiënten en vormen van migraine voorkomen. Vaak wordt normaal naar een gesprek luisteren bijna niet meer mogelijk en neemt het denkvermogen af, zodat tijdens een migraine-aanval ergens over nadenken bijna niet meer mogelijk is. Vele patiënten gaan dan het liefst in een rustige donkere kamer in bed liggen. Bij ernstige vormen van migraine zoals basilaire en hemiplegische migraine zijn de gevolgen veel ernstiger en risicovoller dan bij gewone migraine. Migraine wordt vaak verward met hoofdpijn of clusterhoofdpijn. Hoofdpijn is slechts een van de vele mogelijke symptomen van migraine en bijvoorbeeld mensen met acefalgische migraine ervaren geen kloppende hoofdpijn, maar soms wel de vele andere soms ingrijpende symptomen.

## Oorzaken
Over het ontstaan is veel nog onzeker. Diverse factoren worden genoemd:
- erfelijke component. Een eerstegraadsfamilielid van een migrainepatiënt heeft een 1,9 maal grotere kans op het krijgen van migraine zonder aura en een 1,4 maal grotere kans op het krijgen van migraine met aura.[9] Migraine is in grote mate (maximaal 50%) genetisch bepaald.[10]
- gat tussen hartboezems. Mensen met migraine met aura hebben veel vaker dan niet-migrainepatiënten (50-60% tegen 25%) nog een open foramen ovale.[11] Maar omdat een groot deel van de bevolking zo'n gaatje heeft, maar geen migraine, is dat gaatje waarschijnlijk niet de oorzaak. De meest waarschijnlijke verklaring is dat zowel het gat als de migraine gezamenlijk geërfd zijn.[12]
- vaatvernauwing. Vaak wordt gesuggereerd dat migraine met de bloedvaten te maken heeft. Het lijkt alsof de bloedtoevoer even belemmerd is, waarna de toevoer zich weer herneemt. De hersenen kunnen zelf geen pijn voelen, maar de bloedvaten die meer aan de buitenrand van de hersenen lopen kunnen dat wel. Over de oorzaken wordt verschillend gedacht. Recent onderzoek aan het Leids UMC duidt erop dat vaatvernauwing of -verwijding mogelijk toch geen factor is in migraine.[13]
- minder zuurstof. Een mogelijke oorzaak is dat de hersenen tijdelijk minder zuurstof krijgen. Wanneer er daarna wat meer zuurstof in de hersenen komt, kunnen de bloedvaten gaan verwijden en zo migraine tot gevolg hebben. Migraine kan daarom voorkomen bij iemand die is flauwgevallen, of iemand met hoogteziekte.
- verstoorde energievoorziening van de hersenen. Verschillende onderzoeken laten zien dat de energievoorziening in de hersenen verstoord is. Men gaat ervan uit dat de hersenen daarom gevoeliger zijn voor hoofdpijn en aanverwante neurologische problemen, op momenten dat de hersenen meer energie nodig hebben, de hoeveelheid oxideerbare stoffen in de hersenen beperkt is en als de hoeveelheid zuurstof in de hersenen klein is.[14] Dit zou mogelijk een verklaring kunnen zijn voor de drang naar het eten van energierijk voedsel, zoals chocolade, vlak voor een migraineaanval. Ook zou dit gebrek aan energie mogelijk kunnen verklaren waarom migrainepatiënten vaak stemmingswisselingen ervaren voorafgaand aan een aanval.

## Factoren die een aanval kunnen uitlokken
- hormonale veranderingen. De bekendste voorbeelden zijn de menstruatie en de overgang.
- emotionele stress. Deze relatie wordt in toenemende mate ter discussie gesteld.[15]
- lichamelijke inspanning
- bepaalde geuren
- veranderingen in het weer (druk in atmosfeer)
- kwalitatief slechte slaap
- te weinig vochtinname

## Behandeling

### Geneesmiddelen
Bij lichte aanvallen kan paracetamol gebruikt worden. Bij zwaardere aanvallen gaat de voorkeur uit naar een NSAID zoals ibuprofen, of een geneesmiddel uit de groep van triptanen -Sumatriptan. Er zijn geen verschillen gevonden in effectiviteit tussen deze twee groepen.
Een combinatiepreparaat van acetylsalicylzuur en metoclopramide (Migrafin) wordt gebruikt bij migraineaanvallen met name in aanwezigheid van misselijkheid en braken.
Bètablokkers, zoals metoprolol of propranolol, flunarizine evenals de anti-epileptica valproïnezuur en topiramaat kunnen de frequentie van de aanvallen verminderen, hoewel ze niet specifiek voor migraine zijn bedoeld. Ergotaminepreparaten worden tegenwoordig vrijwel niet meer voorgeschreven wegens het gevaar op ergotisme.
Een behandeling met hormonen vermindert het aantal migraine-aanvallen tijdens de menstruatie, in de daarop volgende weken kan het aantal aanvallen vermeerderen.
Of co-enzym Q10 of magnesium bij de behandeling van migraine bij kinderen werkzaam zijn, is nog niet zeker.
Bij een aanval die door een aura wordt aangekondigd en meestal in verband staat met voedselintolerantie die een grote productie van maag- en galzuur triggert, kan een zuurremmer, Famotidine 40 mg, uiterst effectief zijn.

### Medische hulpmiddelen
Medische hulpmiddelen van het biofeedback- en neurostimulatietype zijn eveneens van belang, speciaal in situaties waar het nemen van bepaalde medicijnen is gecontra-indiceerd, of meer nog, om de inname van te grote doses, die verantwoordelijk zijn voor een ontwikkeling naar dagelijkse chronische hoofdpijn, te verminderen of te voorkomen.
Biofeedback maakt het de patiënt mogelijk zich bewust te worden van een organische functie en zelf te trachten deze tijdens ontspanningssessies te wijzigen. Deze methode lijkt zijn doelmatigheid bij de behandeling van migraines en spanningshoofdpijnen te hebben bewezen. Een studie uit 2009 lijkt aan te tonen dat biofeedback in vergelijking met ontspanning niet significant bijdraagt aan de verbetering.
Onderzoek met PIR HEG is bijna uitsluitend gericht op het verlichten van spanningshoofdpijn en migraine. Uit een vier jaar durende studie van 100 chronische migrainepatiënten bleek dat na slechts zes 30-minuten trainingen, 90% van de patiënten een significante verbetering van hun migraine meldden. Een andere studie, uitgevoerd in combinatie van de biofeedback maatregelen van EEG, is hemo-encefalografie en thermische handwarming. Tijdens drie keer per week sessies gedurende 14 maanden, zag 70% van de patiënten een 50% of meer vermindering van hun migraine na gecombineerde neurotherapie en behandeling met geneesmiddelen, in tegenstelling tot 50% bij traditionele behandeling met medicijnen.
Neurostimulatie werd aanvankelijk gebruikt door middel van implanteerbare apparaten, vergelijkbaar met pacemakers, voor de behandeling van ernstige chronische migraines, met bemoedigende resultaten. Maar het gebruik van implanteerbaar materiaal en de bijbehorende chirurgische ingreep beperken deze techniek tot zeer ernstige situaties Onlangs is er een technologie ontwikkeld voor externe neurostimulatie via de schedel (Cefaly), toepasselijk op het supraorbitale (bovenste tak drielingzenuw V1) of suboccipitale niveau (grote achterhoofdzenuw [C2]), die een veel bredere toepassing van neurostimulatie bij de behandeling en de preventie van migraines mogelijk maakte.

### Acupunctuur
Acupunctuur kan helpen tegen migraine, maar is minder effectief dan geneesmiddelen. Uit onderzoek blijkt dat het om een hoogpotent placebo-effect gaat.

### Hart- en longoperatie
Het operatief sluiten van een zogenaamd open foramen ovale, een gaatje tussen de boezems van het hart dat normaal gesproken vroeg na de geboorte sluit, kan migraineklachten doen verdwijnen. Deze operatieve sluiting wordt niet altijd vanwege de migraine gedaan, maar de migraine vermindert er vaak wel door.
Ook het sluiten van arterioveneuze malformaties in de longen, die een rechts-linkse shunt tot gevolg hebben, blijkt migraineklachten te verminderen.
Critici hebben echter hun twijfels over de resultaten, vanwege de beperkte hoeveelheid bewijs voor een positief effect en omdat de meeste onderzoeken volgens hen methodologisch niet juist zijn opgezet. De onderzoeken waren namelijk niet willekeurig en/of blind uitgevoerd. Bovendien zijn deze operatieve procedures nog niet regulier en worden ze niet standaard toegepast.
Uit onderzoek uit 2005 blijkt dat migrainepatiënten meer kans hebben op een herseninfarct en/of hersenbloeding. Dit hangt mogelijk samen met het eventuele open foramen ovale.

## Economische impact
Migraine is een veelvoorkomende neurologische aandoening. Dit, in combinatie met de zware symptomatiek, zorgt ervoor dat migraine een groot effect op de economie heeft. De totale jaarlijkse kosten van migraine in Europa worden geschat op 27 miljard euro.

## Geschiedenis
Er is gesuggereerd dat lichtervaringen van mystici als de schrijfster Hadewijch en componiste Hildegard van Bingen te wijten waren aan migraine.
Tot 1990 werd er door artsen nog maar weinig aandacht aan migraine besteed. Door gebrek aan kennis ging men er veelal van uit dat migraine iets psychisch was en dat de pijn geen echte lichamelijke pijn zou zijn. Vanaf ongeveer 1995 kwam er steeds meer belangstelling voor migraine en door middel van onderzoeken en richtlijnen werd het steeds meer als een serieuze aandoening beschouwd. Vanaf 2000 zijn er meerdere medicijnen beschikbaar die specifiek migraine bestrijden.